# Olen Steinhauer
Olen Steinhauer (Baltimora, 21 giugno 1970) è uno scrittore e sceneggiatore statunitense.

## Biografia
Nato nel 1970 a Baltimora, vive e lavora in Ungheria con moglie e figlia.
Dopo gli studi all'Università di Lock Haven, si è laureato all'Università del Texas ad Austin ottenendo successivamente un Master of Fine Arts in scrittura creativa all'Emerson College di Boston.
Dedicatosi a partire dal 2002 alla scrittura, dopo varie nomination ai premi letterari della narrativa gialla più significativi, ha ottenuto nel 2011 l'Hammett Prize con il romanzo Exit.

## Opere

### Serie Yalta Boulevard
- Il ponte dei sospiri (The Bridge of Sighs, 2003), Vicenza, Neri Pozza, 2005 traduzione di Massimo Ortelio ISBN 88-545-0019-4.
- The Confession (2004)
- 36 Yalta Boulevard (2005)
- Liberation Movements (2006)
- Victory Square (2007)

### Serie Milo Weaver
- Il turista (The Tourist), Milano, Giano, 2009 traduzione di Emanuela Cervini ISBN 978-88-6251-053-0.
- Exit (The Nearest Exit, 2010), Milano, Giano, 2011 traduzione di Emanuela Cervini ISBN 978-88-6251-081-3.
- An American Spy (2012)
- The Last Tourist (2020)

### Altri romanzi
- The Cairo Affair (2014)
- La cena delle spie (All the Old Knives, 2015), Milano, Piemme, 2016 traduzione di Stefano Magagnoli ISBN 978-88-566-4779-2.
- The Middleman (2018)

## Filmografia

### Sceneggiatore

#### Cinema
- La cena delle spie (All the Old Knives), regia di Janus Metz (2022)

#### Televisione
- Berlin Station Serie TV (2016 - in produzione)

## Premi e riconoscimenti
- Hammett Prize: 2011 per Exit